# Global Ecolabelling Network
La Global Ecolabelling Network (GEN) è una rete no profit mondiale composta da 27 organizzazioni di etichette ecosostenibili che rappresenta quai 60 nazioni e territori, con due membri associati e un numero crescente di membri affiliati, tra cui Google.
I membri di GEN hanno certificato oltre 252.000 prodotti e servizi in ambito ambientale da quando è nata la rete nel 1994.
L'obiettivo prestabilito della rete è di ulteriormente scambiarsi informazioni tra le organizzazioni nazionali per operare con ecoetichette di Tipo 1, la categoria più stringente, come definita dalla ISO 14024
"Blauer Engel" (Blue Angel), la certificaziaone tedesca nata nel 1978 fu la prima di questo tipo,
Le etichette sono "licenziate" all'uso solo dopo che il prodotto o servizio è stato verificato con gli standard trasparenti per la preferibiità ambientale da terze parti indipendenti e qualificate che controllano diversi parametri ambientali.

## Membri
- Australia – Good Environmental Choice Australia (Environmental Choice Australia)
- Brasile – Associação Brasileira de Normas Técnicas (ABNT-Environmental Quality Archiviato il 12 marzo 2020 in Internet Archive.) [Organizzazione nazionale degli standard brasiliani]
- Cina – China Environmental United Certification Center (China Environmental Labelling)
- Cina – China Quality Certification Centre (China Environmentally Friendly Certification)
- Corea del Sud – Korea Environmental Industry & Technology Institute (Korea Eco-Label Archiviato il 4 maggio 2018 in Internet Archive.)
- Filippine – Philippine Center for Environmental Protection and Sustainable Development (Green Choice Philippines)
- Germania – German Federal Environmental Agency (Blue Angel)
- Germania – TÜV Rheinland (Green Product Mark)
- Hong Kong – Green Council (Green Label)
- India – Confederation of Indian Industry (GreenPro)
- Indonesia – Ministry of Environment (Indonesian Ecolabel)
- Israele – The Standards Institution of Israel (Israeli Green Label)
- Japan – Japan Environment Association (Eco Mark Program)
- Kazakhstan – International Academy of Ecology of the Republic of Kazakhstan (ECO-Labelling Program)
- Malesia – SIRIM QAS International Sdn Bhd (SIRIM Eco-Labelling Scheme)
- Nord America (Canada) – UL Environment (Ecologo)
- Nord America (U.S.A.) – (Green Seal)
- Nuova Zelanda – The New Zealand Ecolabelling Trust (Environmental Choice New Zealand Archiviato il 1º maggio 2018 in Internet Archive.)
- Paesi nordici – Nordic Ecolabelling Board (Nordic Swan)
- Russia – Ecological Union (Vitality Leaf)
- Singapore – Singapore Environment Council (Green Label Singapore Archiviato il 1º maggio 2018 in Internet Archive.)
- Svezia – Swedish Society for Nature Conservation (Good Environmental Choice)
- Svezia – TCO Development (TCO Certified)
- Tailandia – Thailand Environment Institute (Green Label Thailand)
- Taiwan  – Environment and Development Foundation (Green Mark Archiviato il 24 marzo 2020 in Internet Archive.)
- Ucraina – Tutte le ONG Living Planet ucraine (Ecolabelling Program Ukraine)
- UE – Commissione Europea (EU Ecolabel)

## Membri associati
Organizzazioni che formalmente supportano i principi dell'ecoetichetta e i suoi obiettivi:
- Vietnam – Amministrazione ambientale del Vietnam (Vietnam Green Label)
- Colombia – Ministro dell'ambiente e dello sviluppo sostenibile (Sello Ambiental Colombiano Archiviato l'8 luglio 2017 in Internet Archive.) [Colombian Environmental Stamp]

## Membri affiliati
Organizzazioni etiche che supportano l'ecoetichetta e il consumo sostenibile:
- Google Inc
- International Green Purchasing Network (IGPN)
- ISEAL Alliance
- Sustainable Purchasing Leadership Council (SPLC)